# Tiers-ordre
Un tiers-ordre est une association de fidèles s'inspirant, le plus souvent, de la règle d'un ordre religieux, historiquement catholique ou plus tard anglican. Ils peuvent aussi être des associations de fidèles proches de sociétés de prêtres qui ont prononcé des engagements mais non des vœux (telle que, par exemple, les Sulpiciens ou les Pères Blancs) et de leurs spiritualités.
Le premier ordre étant les religieux prononçant des vœux perpétuels et le second, les moniales, un membre de ces associations est appelé « tertiaire » ou, plus rarement « tiercelin ». 

## L'idéal religieux s'inspirant du clergé régulier
Parmi les tiers-ordres importants, on compte :
- le Tiers-Ordre franciscain, fondé en 1223[1], appelé depuis 1978 Ordre des Franciscains séculiers, qui a donné naissance à nombre de congrégations séculières comme les Pères et religieuses des Sacrés-Cœurs de Picpus au sein de la famille franciscaine et qui est le plus important de tous (près de 500 000 dans le monde aujourd'hui) ;
- le Tiers-Ordre de Saint Augustin, fondé en 1401[2] ;
- le Tiers-Ordre dominicain, fondé en 1422, dit Fraternités laïques dominicaines[3] ;
- le Tiers-Ordre carmélite, fondé en 1452[4] ; il regroupe le tiers-ordre de la Bienheureuse Vierge Marie du Mont Carmel et de l'Ordre des Carmes Déchaussés Séculiers ;
- les laïcs cisterciens, nés à la fin du XXe siècle et structurés à partir de l'an 2000.

Les Salésiens coopérateurs, bien que n'étant pas formellement tertiaires, peuvent être assimilés aux tiers-ordres, en revanche les coopérateurs de l'Opus Dei, qui contribuent financièrement à cette œuvre, ne sont pas tertiaires, l'Opus Dei n'étant pas un Ordre de religieux ; en effet ses membres ne prononcent pas de vœux perpétuels, et dépendent d'une prélature personnelle composée de prêtres et de laïcs non consacrés.

## L'idéal religieux s'inspirant du clergé séculier
- le tiers-ordre de Saint-Pie X, fondé en 1981 ;
- la confraternité Saint-Pierre, fondée en 2007, le tiers-ordre affilié à la Fraternité sacerdotale Saint-Pierre[7] ;
- la Société du Sacré-Cœur, fondée en 2006, affiliée à l'Institut du Christ-Roi Souverain Prêtre.

## Protestantisme
Chez les anglicans, on peut noter par assimilation la présence de tertiaires parmi les franciscains anglicans de la Haute Église, tendance qui s'inspire du catholicisme.
En France et en Suisse, plusieurs mouvements de spiritualité ont vu le jour :
- en 1923, le pasteur Wilfred Monod, père du savant Théodore Monod, crée le tiers-ordre des Veilleurs, d'inspiration franciscaine, avec comme règle la récitation des Béatitudes à midi, résumées par la joie, la simplicité, la miséricorde. Celui-ci n'étant pas directement rattaché à un ordre religieux, il a pris récemment le nom de Fraternité spirituelle des Veilleurs[8].
- en 1945, dans le mouvement de la fondation de la communauté des sœurs de Pomeyrol, près de Tarascon, naît un groupe de laïcs appelés simplement "Compagnons de Pomeyrol".
- dans les mêmes années, au contact de la communauté protestante féminine de Grandchamp, se crée le Tiers Ordre de l'Unité.
- plus récemment encore, dans les années 1990, un mouvement regroupant catholiques et protestants s'est constitué en lien avec les Diaconesses de Reuilly.